# Кубышев, Анатолий Иванович
Анато́лий Ива́нович Ку́бышев (26 апреля 1938, Старобельск, Ворошиловградская область — 4 января 2001, Киев) — советский и украинский археолог. Старший лаборант (1960—1966) отдела славянской археологии, младший научный сотрудник (1966—1989), научный сотрудник (1990—2001) отдела новостроительных экспедиций Института археологии АН Украины. Начальник Комаровского отряда Каневской древнерусской экспедиции (1964—1968), начальник Киевской экспедиции (1968—1972), заместитель начальника (1973—1974), начальник Херсонской экспедиции (1974—1995), участник ряда других археологических экспедиций. Автор ряда научных открытий и находок. Автор более 60 прижизненных научных публикаций.

## Биография
Родился 26 апреля 1938 года в семье партийного работника в Старобельске Ворошиловградской области. Вырос на Черкащине, где и окончил среднюю школу. В 1955 году поступил в Киевский государственный университет имени Т. Г. Шевченко на историко-философский факультет, который и закончил в 1960 году, приобретя профессию археолога. В университете занимался спортом, был членом археологического кружка, участвовал в раскопках Княжей горы и других археологических памятников у села Пекари.
В ноябре 1960 года устроился работать в Институт археологии АН Украины (в отдел славянской археологии). В 1960—1966 годах был старшим лаборантом. В 1961 году принимал участие в Переяславской древнерусской экспедиции. С 1966 года (по 1989 год) — младший научный сотрудник (по другим сведениям — старший научный сотрудник) отдела славянской археологии (позже — отдела новостроительных экспедиций). В 1964—1968 годах был начальником (Комаровского) отряда Каневской древнерусской экспедиции. В период 1960—1968 годов также принимал участие в Кременчугской, Южно-Бугской, Южно-Украинской и Днепровской экспедициях. В 1968—1972 годах был начальником Киевской экспедиции; одновременно, в 1969—1972 годах принимал активное участие в Каховской новостроечной экспедиции (переименованной в этот период в Херсонскую).
В 1973 году стал заместителем начальника, а в 1974 — начальником Херсонской экспедиции, являвшейся в то время одной из крупнейших по финансированию и объёмам работ. Возглавлял эту экспедицию по 1995 год. В 1990 году стал научным сотрудником отдела новостроительных экспедиций Института Археологии НАН Украины, где и проработал до конца жизни. Умер 4 января 2001 года в Киеве. Похоронен в некрополе, расположенном к югу от Киева, на противоположном берегу реки Вита от Пироговского могильника.

## Личные качества
Будучи студентом, очень хорошо учился и увлекался спортом. Был активен и энергичен, отличался физической силой и крепким телосложением, из-за которого (а также из-за фамилии) имел прозвище «Куб».
Возглавляемая им Херсонская экспедиция была открыта для коллег, в ней участвовали не только украинские, но и болгарские, литовские и российские археологи. База экспедиции в Каховке посещалась (и для обмена научными новостями, и для просто приятных встреч, уютного ночлега и приятельского общения) не исключительно одними археологами, но также и геологами, ботаниками, художниками, литераторами и даже целыми киногруппами. Здесь, как в убежище, были собраны дети многих киевских археологов во время чернобыльской трагедии.
Коллеги по экспедиции дали Кубышеву шутливое прозвище «Начальник» (с большой буквы) за организаторские способности, физические и духовные силы, опыт и терпение, искренний нрав и доброжелательность. Кубышев щедро раздавал материалы Херсонской экспедиции, настаивая на их скорейшей научной обработке. При этом у него всегда можно было найти и подходящие иллюстрации, благодаря тщательному реставрированию, зарисовыванию и фотографированию находок.
Поддерживал добрые отношения со многими музейными работниками Украины. Со студенческой скамьи дружил с Василием Бидзиля и Петром Толочко. Был хорошо знаком с коллегами-археологами с большей части Украины, которых старался оперативно информировать о результатах своих экспедиций, невзирая на длительные (порой более полугода) полевые сезоны. Приятельствовал с Леонидом Быковым и Иваном Миколайчуком.

## Участие в экспедициях
В 1964—1968 годах, будучи начальником отряда в Каневской древнерусской экспедиции, проводил свои первые самостоятельные раскопки на месте уцелевшего от татаро-монгольского нашествия древнерусского поселения, датируемого X—XV веками, расположенного в Киевской области в Переяслав-Хмельницком районе у села Комаровка. Результаты исследований были впечатляющими. Материалы раскопок были изданы в виде монографии.
В 1968—1972 годах, руководя Киевской экспедицией, занимался раскопками комплексного памятника древней истории лесостепной части Правобережной Украины, крупнейшего в Среднем Поднепровье могильника зарубинецкой культуры — Пироговского могильника, расположенного у села Пирогов на живописных склонах Днепра к югу от Киева. Здесь, помимо доминировавших погребений «зарубинцев», были исследованы и трипольские захоронения, а также могилы скифского периода. Полученные материалы оказались крайне важными. К этим материалам Кубышев обращался ещё долгие годы. Они публиковались Кубышевым и в соавторстве и самостоятельно.
В 1969—1972 годах активно участвовал в Херсонской экспедиции, в 1973 году стал заместителем её начальника, а с 1974 года экспедиция, будучи уже под его непосредственным началом на протяжении двадцати полевых сезонов, произвела охранные исследования курганов на всей гигантской территории строившейся Каховской оросительной системы. Несколько отрядов экспедиции работали от Азовского побережья до Днепра. Были раскопаны не менее тысячи курганов с тысячами погребений, датировка которых начинается энеолитом и заканчивается поздним средневековьем.

## Научные открытия и находки
По утверждению Ю. В. Болтрика и С. А. Скорого, является выдающимся совершённое Кубышевым совместно с его коллегами по Херсонской экспедиции в конце 1970-х — начале 1980-х годов открытие обряда моделирования лица по человеческому черепу у представителей катакомбной культуры (XXI—XVII века до н. э.), позднее подтверждённое другими украинскими степными экспедициями.
Ценная информация была получена при исследовании экспедицией Кубышева сотен скифских захоронений. Своеобразным венцом череды ярких находок скифской материальной культуры являются золотые шедевры, найденные в тайнике исследованного Кубышевым в 1990 году Братолюбовского кургана, датируемого V веком до н. э.
Кубышев причастен к множеству других важных открытий и находок, в число которых входят: ряд погребальных комплексов печенежских и аварских всадников, относящийся к белозерской культуре грунтовой могильник у Чёрной Долины, найденный в приазовской Малой Терновке относящийся к катакомбной культуре уникальный набор литейщика.

## Вклад в культуру
Музей исторических драгоценностей Украины, Переяславль-Хмельницкий музей-заповедник, Бориспольский, Каховский и Херсонский музеи получили ощутимую помощь Кубышева в обеспечении и организации своих экспозиций.
Шедевры Братолюбовского кургана, а также другие находки Херсонской экспедиции занимали ключевые места среди экспонатов проводившихся в США, Швеции, Польше, Японии, Италии и Германии украинских археологических выставок, в подготовке которых активное участие принимал Кубышев.

## Публикации
Кубышев сообщал результаты своих работ на собраниях археологов самого различного уровня, начиная от полевых семинаров и заканчивая международными конференциями. При его жизни было опубликовано более 60 работ, включая 2 монографии. Широкий спектр тематики его статей от мезолита Присивашья до времён поздних кочевников был вызван разбросанностью по эпохам исследованных Кубышевым объектов, не позволившей ему сосредоточиться на какой-либо узкой тематике и написании диссертации.
Монографии
- Бєляєва С. О.[укр.], Кубишев А. І. Поселення Дніпровського Лівобережжя X—XV ст. (за матеріалами поселень поблизу сіл Комарівка та Озаричі) (укр.). — Київ: Наукова думка, 1995. — 110 с. — ISBN 5-12-004294-5. Архивировано 25 июля 2024 года.
- Полин С. В., Кубышев А. И. Скифские курганы Утлюкского междуречья (в Северо-западном Приазовье) / НАН Украины, Ин-т археологии. — Киев, 1997. — 87 с. — Библиограф.: 114 наименований.
- Кубышев А. И., Бессонова С. С., Ковалев Н. В. Братолюбовский курган. — Киев, 2009. — 192 с. : 16 с. цв. вклейка[5].